# See-Saw Films
See-Saw Films è una casa di produzione cinematografica britannico-australiana fondata nel 2008.

## Storia
L'azienda è stata fondata nel 2008 dai produttori Iain Canning e Emile Sherman, conosciutisi durante la produzione del film Paradiso + Inferno (2006). Il suo primo progetto è stato Il discorso del re, che ha prodotto da indipendente con un budget di 12 milioni dollari in meno di un anno da quando ne aveva acquisito la sceneggiatura; il film ha finito per incassare oltre 400 milioni di dollari e vincere l'Oscar al miglior film nel 2011, diventando il film indipendente britannico di maggior successo di sempre.
Tra gli altri film della See-Saw ci sono poi stati Shame di Steve McQueen, di cui Canning aveva prodotto esecutivamente Hunger, e Lion - La strada verso casa (2016), che ha ottenuto un'altra candidatura agli Oscar. A partire da Top of the Lake - Il mistero del lago di Jane Campion del 2013, l'azienda è attiva anche nella produzione televisiva.
Nel 2018, See-Saw ha stretto un contratto per il finanziamento e la co-produzione dei loro film con la New Regency, che si farà carico anche della loro distribuzione globale attraverso il proprio partner commerciale, 20th Century Fox.
Nel marzo 2025 il gruppo francese dei media Mediawan ha acquisito una quota di maggioranza del 51% di See-Saw Films, in un accordo in azioni per una cifra non divulgata.

## Filmografia

### Cinema
- Il discorso del re (The King's Speech), regia di Tom Hooper (2010)
- Oranges and Sunshine, regia di Jim Loach (2010)
- Shame, regia di Steve McQueen (2011)
- Dead Europe, regia di Tony Krawitz (2012)
- Tracks - Attraverso il deserto (Tracks), regia di John Curran (2013)
- Slow West, regia di John Maclean (2015)
- Mr. Holmes - Il mistero del caso irrisolto (Mr. Holmes), regia di Bill Condon (2015)
- Life, regia di Anton Corbijn (2015)
- Macbeth, regia di Justin Kurzel (2015)
- Lion - La strada verso casa (Lion), regia di Garth Davis (2016)
- La ragazza del punk innamorato (How to Talk to Girls at Parties), regia di John Cameron Mitchell (2017)
- Maria Maddalena (Mary Magdalene), regia di Garth Davis (2018)
- Widows - Eredità criminale (Widows), regia di Steve McQueen (2018)
- Verrà il giorno... (The Day Shall Come), regia di Chris Morris (2019)
- Ammonite - Sopra un'onda del mare (Ammonite), regia di Francis Lee (2020)
- Il potere del cane (The Power of the Dog), regia di Jane Campion (2021)
- The Son, regia di Florian Zeller (2022)
- One Life, regia di James Hawes (2023)

### Televisione
- Top of the Lake - Il mistero del lago (Top of the Lake) – serie TV, 13 episodi (2013-2017)
- Banished – serie TV, 7 episodi (2015)
- Love, Nina, regia di S. J. Clarkson – miniserie TV (2016)
- The New Legends of Monkey – serie TV, 20 episodi (2018-2020)
- Lo stato dell'unione - Scene da un matrimonio (State of the Union) – serie TV, 20 episodi (2019-2022)
- The End – serie TV, 10 episodi (2020)
- The North Water, regia di Andrew Haigh – miniserie TV (2021)
- Heartstopper – serie TV, 24 episodi (2022-2024)
- Slow Horses – serie TV, 24 episodi (2022-2024)
- Il serpente dell'Essex (The Essex Serpent), regia di Clio Barnard – miniserie TV (2022)
- Sweetpea – serie TV (2024)
- Apple Cider Vinegar, regia di Jeffrey Walker – miniserie TV (2025)